# 지린성 (만주국)
지린성(중국어: 吉林省, 병음: Jílín, 한국어: 길림성)은 만주국의 성이다. 약칭은 지(吉)이다. 1932년 3월 만주국 정부는 지린성을 설치하였고 1945년 8월 만주국이 해체되면서 자연 소멸하였다.

## 역사

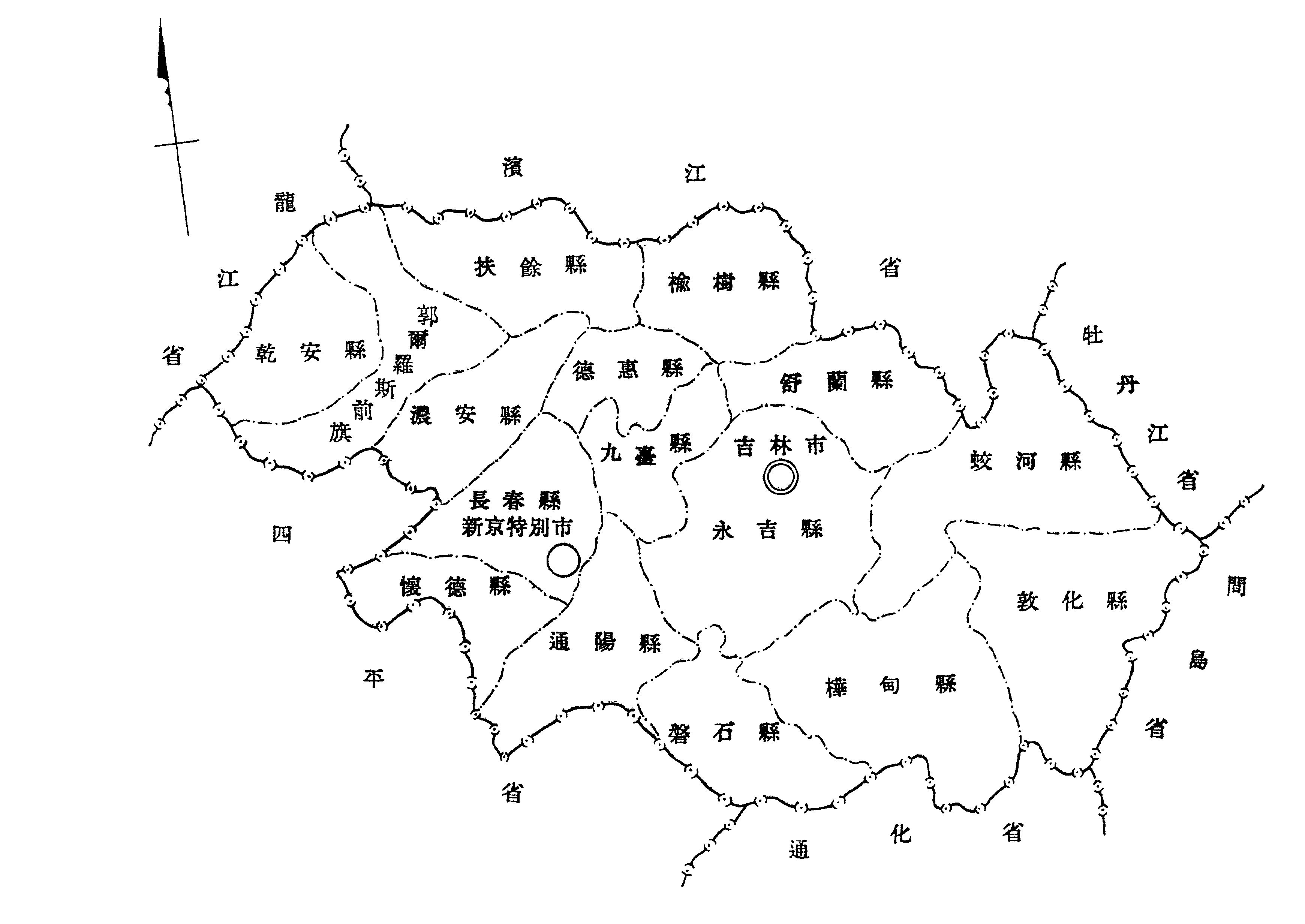
지린성 (1940년)

1931년(민국 20년) 중화민국 지린성은 41현 1정치국(政治局)을 관할하고 있었다. 만주사변에 의하여 일본의 지배하로 들어가면서, 동년 9월 26일 시차(熙洽)에 의해서 지린성장관공서(吉林省長官公署)가 설치되었다. 9월 28일 중화민국으로부터 독립을 선언했다. 1932년(대동 원년) 3월 9일 만주국은 《성공서관제》(省公署官制, 대동 원년 3월 9일 교령 제13호)를 공포하여 성정부를 성공서(省公署)로 개편하였으며 융지현(永吉県)에 성공서(省公署)를 설치하였다.
1934년(강덕 원년) 10월 11일 새로이 《성공서관제》(省公署官制, 강덕 원년 10월 11일 칙령 제124호)를 공포하여, 지린성은 지린(吉林), 빈장(滨江), 싼장성(三江), 젠다오(间岛)의 4성으로 분할되었다. 지린성은 지린시(吉林市), 창춘현(长春县), 솽양현(双阳县), 이퉁현(伊通县), 더후이현(德惠县), 눙안현(农安县), 창링현(长岭县), 첸안현(乾安县), 푸위현(扶余县), 융지현(永吉县), 수란현(舒兰县), 어무현(额穆县), 둔화 현(敦化县), 화뎬현(桦甸县), 판스현(磐石县), 위수현(榆树县), 화이더현(怀德县, 펑톈성에서 이관)의 17시·현을 관할하였다. 그 후 행정 정리를 거쳐서 만주국 붕괴 직전에는 2시, 15현, 1기를 관할하고 있었다.

## 행정 구역
1945년 8월, 만주국 해체 직전의 행정 구역
- 지린시(吉林市)
- 궁주링시(公主岭市, 1943년(강덕 9年) 화이더현(怀德县)에서 분리 설치)
- 지린현(吉林县, 옛 명칭은 융지현(永吉县)으로 1944년(강덕 10년) 개칭)
- 자오허현(蛟河县, 옛 명칭은 어무현(额穆县)으로 1940년(강덕 6년) 10월 1일 개칭)
- 둔화현(敦化县)
- 화뎬현(桦甸县)
- 판스현(磐石县)
- 퉁양현(通阳县)
- 주타이현(九台县)
- 창춘현(长春县)
- 화이더현(懐徳县)
- 첸안현(乾安县)
- 푸위현(扶余县)
- 눙안현(农安县)
- 더후이현(德惠县)
- 위수현(榆树县)
- 수란현(舒兰县)
- 궈얼뤄쓰첸 기(郭尔罗斯前旗)

## 같이 보기
- 만주국의 행정 구역